# Фунакоси, Ёситака
Ёситака (Гиго) Фунакоси (яп. 船越義豪; 1906, Окинава — 24 ноября 1945, Токио) — мастер каратэ, один из создателей и модернизатор стиля Сётокан. Третий сын Гитина Фунакоси.

## Биография
Ёситака Фунакоси рос хилым и болезненным ребёнком. В семилетнем возрасте у него был обнаружен туберкулёз и врачи предрекали ему скорую смерть. Однако, Ёситака не смирился с суровым приговором и начал упорно тренироваться, проводя многие часы за отработкой ударов, дыхательными упражнениями и медитацией. Он учился не только у своего отца, но и у других мастеров, получив, например, 3-й дан по дзюдо.
Упорные тренировки привели к тому, что Ёситака Фунакоси стал действительно одним из величайших мастеров каратэ. Он был небольшого роста, но обладал огромной физической силой. Рассказывали, что никто не мог блокировать удары Ёситаки Фунакоси.
В 1930-х годах, когда Гитин Фунакоси состарился, Ёситака фактически стал старшим инструктором в его додзё. Он пользовался большим уважением учеников, которые называли его «молодой учитель».

## Вклад в каратэ
Ёситака Фунакоси значительно изменил и усовершенствовал стиль Сётокан. Фактически, именно он вместе с Масатоси Накаямой, а не Гитин Фунакоси является создателем Сётокана в его современном виде.

### Техника
Гиго Фунакоси ввёл в технику удары с дальней дистанции, удары ногами в верхний уровень. До этого удары ногами в каратэ наносились не выше уровня пояса. Новшества Гиго Фунакоси потребовали развития у каратистов хорошей растяжки. Так же он ввёл правило разворота в бёдрах в положение ханми (боком к противнику) при выполнении техник руками. Высокие и короткие стойки, используемые его отцом, он заменил на более длинные и низкие, что потребовало большей силы и выносливости ног и ужесточило требования к физической подготовке спортсменов.
По инициативе Ёситаки Фунакоси были значительно изменены ката. В частности, он неоднократно говорил своим ученикам, что «исполнять ката так, как это делает мой отец, нельзя». В результате его реформ ката в современном Сётокане значительно отличаются от традиционных окинавских форм и от форм, изучаемых в других стилях.

### Тренировочный процесс
Гитин Фунакоси в тренировках отдавал предпочтение отработке ката и базовой техники. Гиго же ввёл в практику жёсткие упражнения по набивке рук, во время которых партнеры наносили друг другу удары и отбивали их жёсткими блоками. Так же он разработал и ввёл в практику тренировок условные учебные спарринги для обучения свободному бою.
Кульминацией модернизации стало введение в практику в 1935 году дзию-кумитэ — свободных спаррингов, к которым резко отрицательно относился Гитин Фунакоси.